# Нивель (река)
Ниве́ль (Оловидео; фр. Nivelle; самые распространенные баскские формы: баск. Ugarana — Угарана или баск. Urdazuri — Урдазури) — река в Испании и Франции. Длина — 39,2 км. Течет по территории французской страны басков, в основном с юго-востока на северо-запад; всего 7 км её длины считаются судоходными. Река является результатом объединения различных потоков в Урдазуби (Наварра). Она пересекает испано-французскую границу в районе небольшого городка Данчаринея (Dancharinea, по-баскски Dantxarinea) после почти 14 километров извилистого течения по наваррезской земле. Река впадает в Бискайский залив в бухте Сен-Жан-де-Люз (по-баскски Donibane Lohizune), совершая на завершающей стадии путь между этим городом и Сибуром (по-баскски Ziburu). В этом месте, в одном из домов с видом на реку, родился знаменитый баскский французский композитор и аранжировщик Морис Равель.

## Разнообразие баскских имен
При всей своей небольшой протяжённости для разных участков реки есть отдельные названия на баскском языке, например Sarrakaria, Urma, Uhertsi (иногда пишется Ur Ertsi), кроме уже указанных выше Ugarana и Urdazuri. Это бросающееся в глаза разнообразие отражает историческую ситуацию с родным языком, лишённым официального признания или передачи через формальное обучение до недавних времен (и до сих пор). Если спросить местного жителя о названии реки на баскском языке, в ответ часто можно услышать «U(r)handi», что означает «большая вода» — описательное название, которое иногда применяется к соседней и главной реке Лабурдана Эрроби/Ниве.[стиль]

## Проблемы с паводками
Географическое положение бассейна реки (средняя температура 14 °C) под воздействием влажных воздушных масс с моря делает его климат умеренным. И всё же столкновение между этими воздушными потоками и Пиренеями часто вызывает внезапные ливни (среднее годовое количество осадков на водоразделе 2000 мм). 4 мая 2007 года, как и в 1983 году, города по берегам реки переживали тяжелые последствия из-за наводнений (170 мм за 24 часа в Сен-Пе-сюр-Нивель). Многим строениям в деревне и во всём бассейне был нанесён значительный ущерб, в том числе объектам и оборудованию туристических пещер Урдазуби/Урдакс. Следуя давним требованиям жителей, в 2008 году была построена плотина Лурберрия для сдерживания паводков.

## Рыбалка и речная фауна
В реке водится много кумжи, особенно в её верховьях (более 90 ручьев). В отличие от неё, лосось, форель и шэд придерживаются нижней части реки, где они являются объектами рыболовства. С 1990-х годов в лососевой популяции была обнаружена заметная неспособность достичь районов нереста вверх по течению (например, 470 особей в 1993 году и всего 88 в 2003 году; проверено в Сен-Пе-сюр-Нивеле), при этом рыба в основном остаётся в устье реки, где особенно подвержена рыболовной деятельности. Это неустойчивое поведение объясняется повышением температуры воды и изменением климата. Порог в 12 °C был превышен в течение 60 % дней с 2000 по 2002 год.